# Shīrāzeh
Shīrāzeh (persiska: شیرازه) är en ort i Iran.   Den ligger i provinsen Khorasan, i den östra delen av landet, 1 000 km öster om huvudstaden Teheran. Shīrāzeh ligger 958 meter över havet och antalet invånare är 310.
Terrängen runt Shīrāzeh är platt åt nordväst, men åt sydost är den kuperad.  Trakten runt Shīrāzeh är nära nog obefolkad, med mindre än två invånare per kvadratkilometer. Närmaste större samhälle är Mahi Rood, 16,5 km norr om Shīrāzeh. Trakten runt Shīrāzeh är ofruktbar med lite eller ingen växtlighet.